# 30029 Preetikakani
30029 Preetikakani este un asteroid din centura principală de asteroizi.

## Descriere
30029 Preetikakani este un asteroid din centura principală de asteroizi. A fost descoperit pe 29 februarie 2000 la Socorro, New Mexico, în cadrul proiectului LINEAR. Asteroidul prezintă o orbită caracterizată de o semiaxă mare de 2,39 ua, o excentricitate de 0,20 și o înclinație de 3,9° în raport cu ecliptica.